# 上田合戰

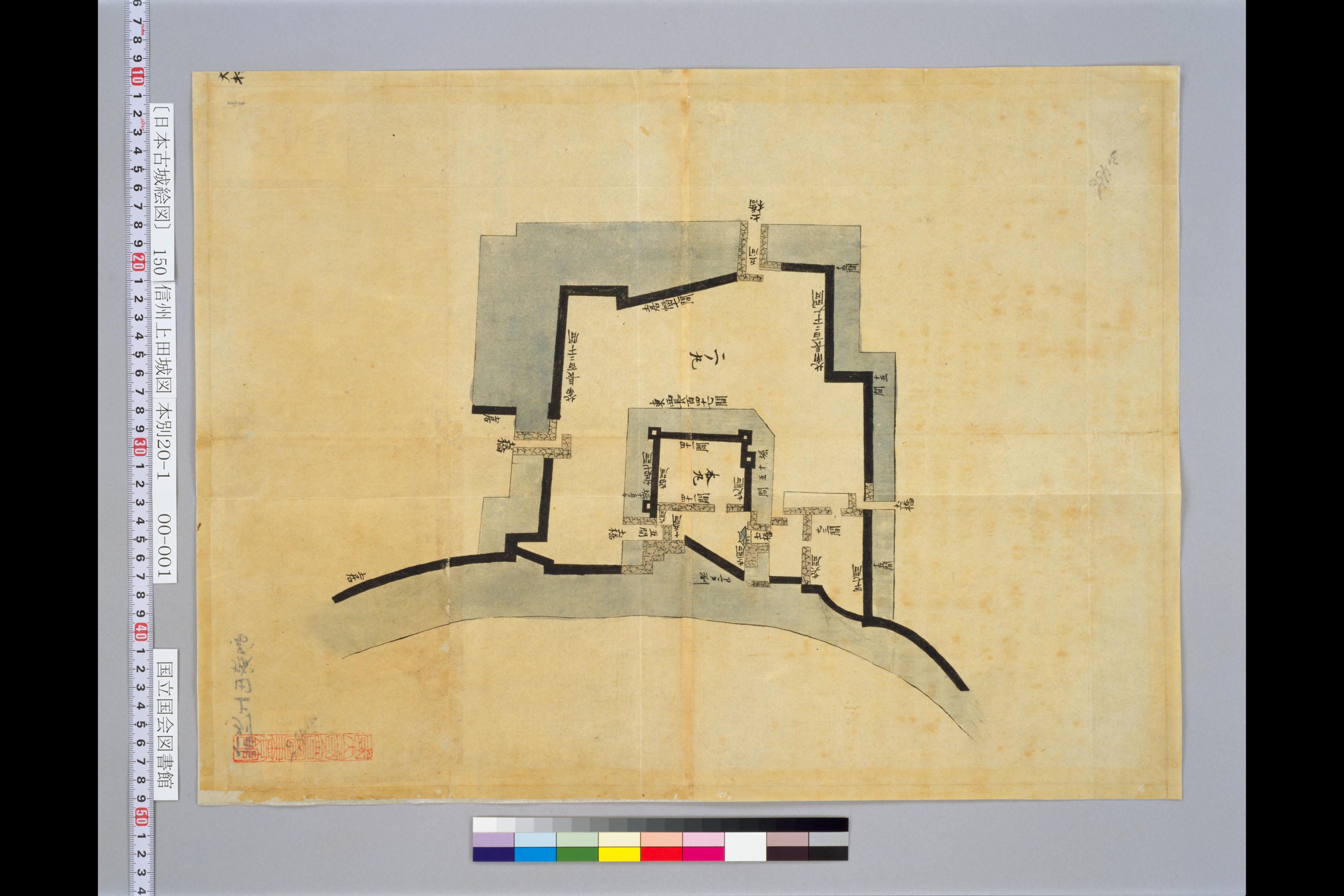
上田城平面圖

上田合戰（羅馬字：Uedakassen）是真田氏和德川氏在信濃國的上田城（現今長野縣上田市）和近鄰的山城周邊以及上田市東部的神川附近進行的合戰總稱。
真田氏和德川氏在此地進行過2次戰鬥，第一次是天正13年（1585年）的戰鬥，第二次是慶長5年（1600年）的戰鬥。
上田是在東信濃的小縣郡內，附近在上田城築城以前就是武田氏、上杉氏、後北條氏的國境，因此是非常不安定的地域，但是真田昌幸於武田氏下平定上野國吾妻郡和沼田後，於德川氏下平定小縣郡，之後在上田築起上田城。
這兩次戰鬥主要是真田昌幸在上田城籠城的戰鬥，因此被稱為上田城之戰、上田城攻防戰。但是正確來說上田合戰不只是在上田城，而是包括砥石城和丸子城等上田小縣的山城的總體戰。

## 合戰的經過

### 第一次上田合戰
這之合戰被稱為神川合戰。
天正10年（1582年）3月，武田氏在織田信長征伐武田氏之後滅亡。由甲斐至信濃、上野等過去武田的領地被分給織田家的家臣，武田舊臣的信濃國人眾成了織田政權的家臣。同年6月，織田信長在京都橫死（本能寺之變），北條家雖然先前和織田家友好，但北條氏直卻率5萬6千名士兵對織田領地的上野進攻，在神流川之戰中擊破被看作織田政權關東管領的瀧川一益率領的2萬士兵，瀧川一益向原處地的伊勢逃去。此時之際甲斐河尻秀隆因為領地發生一揆戰死、北信濃森長可撤至美濃、南信濃毛利秀賴撤至尾張，織田在上野甲斐等地領土遭越後上杉景勝、相模北条氏直勢力侵攻，家康率軍平定，天正壬午之亂開始了。
在天正壬午之亂後一直負責壓制甲斐的德川家康攻向南信濃，上杉氏攻向北信濃，而北條氏則從上野國越過碓氷峠攻擊東信濃。這時自東信濃對西上野保持著勢力的真田昌幸雖然屬於北條那方，但是當德川攻擊東信濃時叛逃向德川方。
同年10月，德川和北条達成和睦相處，但條件是真田氏的上野沼田必須和北条的信濃佐久郡交換。
翌年（1583年）3月真田昌幸著手建造上田城，和圍繞著沼田和吾妻地區的北條氏對抗着。
天正13年（1585年）德川家康到達甲斐，透過北條家協調要求真田昌幸歸還沼田城，但昌幸以此地為真田家固有支配而拒絕，並與敵對關係的上杉氏友好。同年7月，回到濱松城的家康得知真田昌幸謀反，立即於8月派家臣鳥居元忠、大久保忠世和平岩親吉共領7千兵力開赴上田城。
德川軍取道北國街道，之後在上田盆地附近的國分寺展開進攻。兵力只有1千5百人的真田軍，昌幸留在上田城，長子信之佈陣在支城戶石城，昌幸的從兄弟矢澤賴康與上杉派出的援軍共同守衛另一支城矢澤城。
8月2日德川軍進攻二丸遭受猛力反擊而撤退，在撤退期間同時遭到上田城城兵的追擊和來自戶石城的側面攻擊，德川軍因而陷入混亂，在追擊戰中矢澤城的士兵同時出擊。結果在神川，德川軍多數的士兵溺死。真田軍憑藉的地形之利使德川軍戰死達1千3百人，而自己只損失40人。
隔天，在德川軍佈陣地附近的小豪族丸子氏支持真田軍，與他們在丸子城附近頑強抵抗敵方進攻達20天。不久真田方得知上杉軍派出增援部隊，家康的援軍井伊直政、大須賀康高和松平康重一時下令撤退，28日德川軍開始撤退。大久保忠世諸將還留在城內打算奮力一拼。但是11月德川的譜代重臣石川數正出奔到豐臣家，至此德川軍完全放棄，全軍退出。
此戰在《真田軍記》和《三河物語》都有記錄。真田昌幸因此被評為擁有優秀智謀的武將，真田昌幸被稱為「表裡比興」，意謂見風轉舵以及很難對付的人，也因此，家康對真田氏評價頗高，故改採懷柔政策，將本多忠勝女兒小松姬嫁給昌幸長子信之。
真田氏後來臣服豐臣，外交勢力也因為這一戰而擴大，從領主身分躍升成大名。

### 第二次上田合戰
繼1585年的第一次上田合戰後，真田軍第二次與德川軍爆發衝突。真田軍成功使德川軍陷入了混亂狀態，最終德川軍為趕及與德川家康會合，最後撤退，但是仍然無法趕及在關原之戰開戰時趕到戰場。
真田軍嚮應了德川家康的行動，參與對上杉景勝的討伐，不過當他們在小山的時候，收到了石田三成等人起兵的事情，家康收到情報的翌日，舉行小山評定向眾將領報告此事，而家康表明了去留由自己決定。最終真田方面分裂成兩派，真田信幸支持德川軍，而真田昌幸和真田信繁則離開並回到上田城（犬伏之別）。但是他們的行動主要是因為他們的關係，信幸的妻室其中一名為德川軍家臣本多忠勝的女兒小松姬，而昌幸則與石田三成有間接的親戚關係，而真田信繁的正室為關原之戰西軍將領大谷吉繼之女兒安岐姬。
在8月23日德川家康發信給秀忠，暗示秀忠準備對上田城（小縣郡）攻擊，8月24日，秀忠在宇都宮城出發，率領3萬8千人的部隊，當秀忠途經中山道，上田城附近時，秀忠派遣本多忠政為使者要求開城投降。當使者回歸秀忠身邊時，回報的結果將會在9月4日（翌日）開城，秀忠聽此消息後大喜，立即準備開始投降的事宜，以及準備赦免昌幸。但是真田昌幸卻暗中防備，秘密準備迎戰。9月4日秀忠眼見上田城沒有動靜，放是再次派遣使者催促開城，昌幸答覆為無法忘記太的恩惠，並帶有挑釁的形式引誘秀忠攻擊上田城。9月5日，秀忠開始準備對真田的征伐。
秀忠首先攻擊的是上田城的支城砥石城，先鋒是真田信幸，但是砥石城的守將真田信繁(幸村)無意向信幸交戰，信繁向上田城撤離。信幸跟著秀忠的部隊進入砥石城，準備對上田城作出攻擊。但是當時在陣的本多正信和榊原康政曾建議秀忠直接與家康合流，但是秀忠決定向上田城攻擊。
9月6日兩軍開始交戰，德川軍為速戰速決，決定引誘真田軍出城作戰，由牧野康成派人到上田城下的農田割取稻米（苅田戰法），真田軍見狀派兵出城阻止，但遭到了德川軍的牧野康成隊伏擊而敗退，牧野隊、本多隊及酒井隊的士兵都進行追擊，但在追擊到科野大宮社（離城東七百米左右）的時候，遭到伏兵隊攻擊。陷入苦戰，直到大久保忠鄰隊救援解除了危險，真田軍隨即利用游擊戰，以及招募來的民兵，言明只要拿下敵軍首級，就可以擁有100石的知行，因此人人奮勇作戰，從而使德川軍陷入混亂。之前埋伏在上田城外染谷台北東方向的信繁，也率200兵突襲秀忠本陣，但秀忠騎家臣的馬逃往小諸。同時，昌幸派人將神川上游的堤防掘開，大量河水湧往染谷台，當真田軍追擊到神川時，德川軍許多人馬因而溺死。
8日，秀忠收到森忠政的書信，說明家康催促秀忠西上。在部下的諫言之下，於11日決定撤離。並在19日到達小諸城，然而因短時間無法趕到關原，秀忠終究無法參與關原之戰。
德川秀忠無法在關原之戰開戰時與主流隊伍合流，雖然在戰後秀忠到達大津城後，但是被家康斥責，此外被引誘的前線將領牧野康成被處罰為囚犯，直到竹千代（德川家光）誕生後獲得大赦，成為了大胡藩藩主。